# Percarina maeotica
Percarina maeotica (russisch: Азовская перкарина Asow-Perkarina) ist ein im Süß- und Brackwasser vorkommender Knochenfisch aus der Familie der Echten Barsche (Percidae). Er wurde 1888 als eigene Art beschrieben, wird aber von verschiedenen Autoren oft nur als Unterart von Percarina demidoffii angesehen.

## Merkmale
Percarina maeotica unterscheidet sich in den Körperproportionen und meristisch (d. h. in quantitativen Merkmalen) wenig von Percarina demidoffii. Die Kopfseiten sind im Gegensatz zu Percarina demidoffii beschuppt, was allein noch kein zureichender Grund ist, in dieser Population, die im Gebiet des Asowschen Meeres vorkommt, eine eigene Art zu sehen. Dazu kommen aber die dunklere Färbung und biologische Unterschiede.
Der Rumpf ist dunkelgrau mit zahlreichen schwarzen Punkten, die am Rücken dichter stehen und zum Teil zusammenfließen können, der Bauch ist hell. Der Fisch ist meist 5–6 cm lang, die größten Exemplare sind Weibchen im Alter von drei bis vier Jahren von 10,5 cm Länge. Männchen erreichen meist nur das Alter von etwas mehr als zwei Jahren, laichen also nur zweimal.
Flossenformel: D1 VIII–X, D2 II–III/10–12, A II/8–11.

## Lebensweise und Vorkommen
Percarina maeotica ist ein benthopelagischer Schwarmfisch, der nicht überall im Asowschen Meer gleich häufig ist – nahe der Don-Mündung ist er ausgesprochen selten, häufig dagegen an der Kuban-Mündung. Der Fisch laicht z. B. gerne in der wenig brackigen Bucht von Taganrog im Frühsommer (bei Wassertemperaturen um 24 °C), und zwar wie Percarina demidoffii über schwarzem Schlamm, an den er in der Ernährung aber weniger gebunden ist, da er mehr im freien Wasser Plankton und Nekton jagt. Die abgelaichten Eier sind sehr klebrig, sinken zu Boden und liegen dem Schlamm ganz locker auf (so dass sie bei der leisesten Wasserbewegung umherrollen und sich mit Schlammpartikeln gegen Fressfeinde "tarnen"); auch die nach zwei Tagen geschlüpften Larven (4 mm) liegen noch etwa drei Tage – ehe sie zur Oberfläche aufsteigen und dann, mit ca. 6 mm Länge, Copepoden u. ä. Plankton zu fressen beginnen, später besonders Mysida. Diese Nahrung lässt sich mit der Bezahnung in Einklang sehen: Nach Seeley (1886) ist die reibeisenartige Bezahnung des Unterkiefers mit mehreren Reihen spitzer Zähne auffallend, die z. T. auch nach außen ragen – sie erinnert hiemit an die der Schnepfenaale, die auch hauptsächlich lang- und vielbeinige Garnelen fressen (es kommt darauf an, dass die "Schwebegarnelen" am Unterkiefer hängen bleiben und sich nicht durch Abreißen einzelner, leicht regenerierbarer Extremitäten mit ihrem Abdomen-Rückstoß aus dem Staube machen).- Ab dem Alter 1+ (über 4 cm lang) fressen sie auch Jungfische, etwa Knipowitschia (Gobiidae) und Clupeonella (Clupeidae) – das Maul ist ja relativ groß. Aus dem Schlamm holen sie daneben Würmer, Mollusken und Insektenlarven. Wichtige Fressfeinde sind Zander und Stichlinge.

## Gefährdung
Auch diese Art ist ein wichtiges Glied im Nahrungsgefüge des Ökosystems der Schwarzmeer-Limane. Durch menschliche Eingriffe ins Abflussgeschehen der südrussischen Ströme, insbesondere des Don, ist auch ihr Lebensraum potenziell gefährdet (Kottelat und Freyhoff 2007), da sie kaum außerhalb des Asowschen Meeres und der Unterläufe der Zubringer zu finden ist. Die IUCN stuft die Art derzeit aber als weitverbreitet und als nicht gefährdet ("Least Concern", LC) ein.

## Taxonomie
Percarina maeotica wurde zunächst zwar als eigene Art beschrieben, dann aber lange bloß als Unterart von Percarina demidoffii aufgefasst (Percarina demidoffii maeotica Kuznetsov 1888). Lev S. Berg sah in seinem 1949 erschienenen Werk über die Fische der UdSSR wieder eine eigene Art. Jekaterina D. Wasiljewa lehnt in ihrer Arbeit aus dem Jahr 2006 aufgrund einer Variationsanalyse der beiden Arten die Unterscheidung wieder als artifiziell ab.
Das Artepitheton bezieht sich auf den palus Maeoticus, den „maiotischen Pfuhl“, wobei Maiotis (griechisch: Μαιῶτις) auch das Gebiet der heutigen Krim bedeutete.